# Chroococcus
Chroococcus o Chromococcus es un género de cianobacteria del orden de los Chroococcales, representada por células pequeñas, más o menos esféricas, que no forman tálamos, a veces formando pequeñas colonias, de dos a cuatro células o sus múltiplos, separadas por un tabique delgado y cubiertas con una capa mucosa bastante gruesa, descolorida, estratificada u homogénea.
Son unas cincuenta especies de agua dulce más plancton y subaéreas. 
La reproducción vegetativa ocurre por división según los tres planos del espacio.
Chroococcus está muy extendido en los pantanos entre las plantas acuáticas y el barro.

## Lista de especies
- Chroococcus minutus, Nägeli, 1849
- Chroococcus dispersus,Lemmermann, 1904
- Chroococcus minor, Nägeli, 1849
- Chroococcus dimidiatus, Nägeli, 1849
- Chroococcus aphanocapsoides, Skuja, 1964
- Chroococcus cohaerens, Nägeli, 1849
- Chroococcus cumulatus, Bachmann, 1921
- Chroococcus distans, Komárková-Legnerová & Cronberg, 1994
- Chroococcus microscopicus, Komárková-Legnerová & Cronberg, 1994
- Chroococcus minimus, Lemmermann, 1904
- Chroococcus turicensis, Nägeli
- Chroococcus hansgirgii, Schmidle
- Chroococcus spelaeus, Ercegovic, 1925